# Pinctada
Pinctada is een geslacht van tweekleppigen uit de familie van de Pteriidae. De naam van het geslacht werd voor het eerst geldig gepubliceerd in 1798 door Peter Friedrich Röding, die de nagelaten schelpenverzameling van de overleden Joachim Friedrich Bolten catalogeerde en van Latijnse benamingen volgens het systeem van Linnaeus voorzag.

## Soorten
- Pinctada albina (Lamarck, 1819)
- Pinctada capensis (Sowerby III, 1890)
- Pinctada chemnitzii (Philippi, 1849)
- Pinctada cumingii (Reeve, 1857)
- Pinctada galtsoffi Bartsch, 1931
- Pinctada imbricata Röding, 1798
- Pinctada inflata (Schumacher, 1817)
- Pinctada longisquamosa (Dunker, 1852)
- Pinctada maculata (Gould, 1850)
- Pinctada margaritifera (Linnaeus, 1758)
- Pinctada maxima (Jameson, 1901)
- Pinctada mazatlanica (Hanley, 1856)
- Pinctada nigra (Gould, 1850)
- Pinctada petersii (Dunker, 1852)
- Pinctada reeveana (Dunker, 1872)
- Pinctada sugillata (Reeve, 1857)
- Pinctada vidua (Gould, 1850)